# Пантикін Леонід Леонідович
Леонід Леонідович Пантикін — майор спеціальної поліції, командир роти батальйону Луганськ-1 Міністерство внутрішніх справ України.

## Життєпис
Народився 2 березня 1975 року, у місті Луганськ.
Закінчив у 2005 році Луганський державний університет внутрішніх справ імені Едуарда Олексійовича Дідоренка.
Працював заступникиком начальника районного відділу, начальником кримінальної міліції Жовтневого РВ ЛМУ УМВС України в Луганській області. Був начальником Новоайдарського районного відділу внутрішніх справ. 12 грудня 2014 року Леонід Пантикін був відряджений в Станицю Луганську старшим оперуповноваженим Станично-Луганського райвідділу міліції.
Перейшов у Луганськ-1. Командує ротою батальйону Луганськ-1.
Розшукується так званими «органами правопорядку» терористичної ЛНР за те, що відмовився присягнути на вірність «уряду» терористів, і не зрадив присязі Україні.

## Нагороди
За особисту мужність і героїзм, виявлені у захисті державного суверенітету та територіальної цілісності України, вірність військовій присязі під час російсько-української війни нагороджений орденом «За мужність» III ступеня.
12 грудня 2015 року у Синодальній залі Київської Патріархії Святіший Патріарх Київський і всієї Руси-України Філарет нагородив за активну участь, проявлену мужність і професіоналізм в зоні проведення АТО, а саме під час пожежі на складах боєприпасів у м. Сватовому, Луганської області, де під час вибухів боєприпасів ціною власного життя бійці добровольчого батальйону поліції Луганськ-1 проводили операцію по евакуації та захисту мирного населення,  церковною нагородою, орденом Святого Георгія Побідоносця — майора поліції Пантикіна Леоніда Леонідовича.